# چوی جین هیوک
چوی جین هیوک (متولد ۹ فوریه ۱۹۸۶ میلادی) هنرپیشه و خواننده اهل کره جنوبی است.
او اگرچه از سال ۲۰۰۶ به فعالیت پرداخت. اما در سال ۲۰۱۳ با بازی در سریال‌های کتاب خانواده گو (در کنار لی سونگ گی و به سوزی) و وارثان توجه مخاطبان را به خود جلب کرد و در سال ۲۰۱۴ توانست اولین تجربهٔ نقش اول مرد را در سریال زوج اورژانسی در کنار سونگ جی هیو به دست آورد.
در سال ۲۰۱۸ به عنوان نقش اصلی مرد در سریال آخرین ملکه بازی کرد .

## فیلم شناسی

### مجموعه تلویزیونی
| سال       | عنوان                       | نقش                    | یادداشت |
| --------- | --------------------------- | ---------------------- | ------- |
| ۲۰۰۶–۲۰۰۷ | فقط دویدن                   | لی هیوک جین            |         |
| ۲۰۰۸–۲۰۰۹ | تو باارزش منی               | ها دونگ-وو             |         |
| ۲۰۱۰      | پاستا                       | سون وودوک              |         |
| ۲۰۱۰–۲۰۱۱ | مشکلی نیست، دخترِ پدر        | چوی هیوک کی            |         |
| ۲۰۱۲      | آقای پاندا و خانوم‌جوجه تیغی | چوی وون ایل            |         |
| ۲۰۱۳      | کتاب خانواده گو             | گو وول ریونگ           |         |
| ۲۰۱۳      | وارثان                      | کیم وون                |         |
| ۲۰۱۴      | زوج اورژانسی                | اوه چانگ مین           |         |
| ۲۰۱۴      | از بخت بد عاشقت شدم         | دنیل پیت               |         |
| ۲۰۱۷      | تونل                        | پارک گوانگ هو          |         |
| ۲۰۱۸      | آخرین ملکه                  | نا وانگ شیک/چون وو بین |         |
| ۲۰۲۰      | روگال                       | کانگ گی بوم            |         |
| ۲۰۲۰      | کارآگاه زامبی               | كيم مو يونگ            |         |
| ۲۰۲۰      | آقای ملکه                   | جانگ بونگ هوان         |         |
| ۲۰۲۱      | درامای ویژه کی‌بی‌اس: زنگ خطر | چوی ته سونگ            |         |
| ۲۰۲۳      | اعداد                       | هان سونگ جو            |         |